# 尾蛛目
尾蛛目（學名：Uraraneida）是一类已灭绝的古生代蛛形纲动物，与现代蜘蛛有亲缘关系。目前有两个属可以明确归类为该目：发现于美国泥盆纪地层的毒首蛛属和俄罗斯二叠纪地层的彼尔姆蛛属。与蜘蛛一样，它们也能产生丝，但缺乏现代蜘蛛特有的丝囊，并保留了细长的尾鞭。

## 特征
第一块被归为该目的化石是在纽约的吉尔博亚发现的。1987年，这块化石最初被暂时归入已灭绝的角怖目，并被命名为Gelasinotarbus? fimbriunguis。后来，这块化石一度被认为拥有丝囊，因此被鉴定为蜘蛛，并被命名为须爪毒首蛛（Attercopus fimbriunguis）。后来发现了该物种的更多标本，在与属于彼尔姆蛛属的标本一同研究时发现了它们与蜘蛛不一致的特征。虽然有产丝的龙头，但它们是沿着腹板的后缘生长的，而不是像蜘蛛那样有一个附肢状的丝囊。这些标本的腹部末端有一根长而有节的尾鞭，这是蜘蛛所没有的特征，但存在于其他蛛形纲动物中，如鞭蝎目。

## 系统发生学与分类
2014年的一项研究将尾蛛目归入四肺类，这是一个由两对书肺的变形（共有衍征）定义的蛛形纲动物分支。四肺类动物分为两个主要分支，其中一个是纺织类（Serikodiastida，希腊语意为“丝绸工人”），该分支包含尾蛛目和蜘蛛目，这两个目都能够产生、使用蛛丝。
文德利希（Wunderlich）在2015年基于同一系统发育学分析提出的另一种分类法将尾蛛目列为蜘蛛目的一个亚目，将“真正的蜘蛛”归为蜘蛛亚目。
| 塞尔登（Selden）等人                                       | 文德利希                                                 |
| ---------------------------------------------------------- | -------------------------------------------------------- |
| 纺织类 Serikodiastida - 尾蛛目 Uraraneida - 蜘蛛目 Araneae | 蜘蛛目 Araneae - 尾蛛亚目 Uraraneida - 蜘蛛亚目 Araneida |

2016年，一块发现于宾夕法尼亚世（晚石炭世）地层的蛛形纲化石被描述为布氏父蛛（Idmonarachne brasieri)。它类似于没有产丝器官的尾蛛目，但与尾蛛目不同的是，它的外表类似于真正的蜘蛛。晚石炭纪似乎是四肺类物种更丰富的时期，尾蛛目只是其中的一个类群。2018年，两个研究小组同时描述了一个新的分类群——来自缅甸中白垩世地层的奇美拉蛛属，它被认为是尾蛛目的成员。 后来的研究认为，它比尾蛛目更接近真正的蜘蛛，因为它具有尾蛛目没有的丝囊。

## 属与种
敦洛普（Dunlop）等人于2015年介绍了两个物种：
- 毒首蛛属 Attercopus Selden & Shear, 1991
  - 须爪毒首蛛 Attercopus fimbriunguis (Shear, Selden & Rolfe, 1987) – 泥盆纪；纽约吉尔博亚
- 彼尔姆蛛属（英语：Permarachne） Permarachne Eskov & Selden, 2005
  - 诺氏彼尔姆蛛 Permarachne novokshonovi Eskov & Selden, 2005 – 二叠纪；马特维耶夫卡（Matveyevka），彼尔姆边疆区，俄罗斯